# Irena Backus
Pour les articles homonymes, voir Backus.
Irena Backus, née le 10 avril 1950 et morte le 13 juin 2019 à Genève, est une historienne suisse et britannique. Elle est spécialiste de la Réforme protestante, de théologie et de patristique et patrologie. 
Elle a travaillé sur la réception des Pères de l'Église dans l'œuvre des réformateurs, ainsi que sur le philosophe Leibniz. Elle est professeur à l'Institut d'histoire de la réformation, rattaché à l'Université de Genève. Elle enseigne le latin ecclésiastique.

## Biographie
Irena Dorota Backus est née Kostarka en 1950. En 1961, elle quitte Varsovie et s'installe à Londres. Elle réalise ensuite ses études à l'Somerville College (Oxford). Depuis 1992, elle est professeur à l'Institut d'histoire de la réformation, à Genève.
Elle est apparue dans l'épisode Demons de la série documentaire True Horror with Anthony Head, en 2004.
Le volume 19 de la Reformation & Renaissance Review, paru en 2017, est un hommage à Irena Backus.

## Travaux
Irena Backus a travaillé sur Martin Bucer et Ulrich Zwingli, dans leur rapport aux Pères de l'Église.
Elle a écrit sur le cardinal italien du XVIe siècle Guglielmo Sirleto et sur Basile de Césarée, un des principaux Pères de l'Église.
Elle a édité avec Claire Chimelli La Vraie piété, un recueil de texte des théologiens réformateurs Jean Calvin et Guillaume Farel.
Elle a travaillé avec Rémi Gounelle sur les lettres de Paul et de Sénèque, un écrit apocryphe chrétien.

Dans une recension, elle écrit à propos de l'alchimie : 
« […] il s'agit d'une science ésotérique non-chrétienne portant sur la connaissance des lois de la vie dans l'homme et dans la nature et la reconstitution du processus par lequel cette vie, adultérée ici-bas par la chute adamique, a perdu et retrouvé sa pureté, sa splendeur, sa plénitude et ses prérogatives primordiales. Son succès dans le monde chrétien est dû au fait qu'elle renouvelle le rapport indissoluble de l'histoire de la chute et de la rédemption de la nature. »
Elle meurt le 13 juin 2019 à Genève.

## Œuvres
- (en) Irena Backus (dir.), Calvin and His Influence, 1509-2009, Oxford, Oxford University Press, 2011, 368 p. (ISBN 978-0-19-975185-3).
- (en) Irena Backus, « The Fathers and Calvinist Orthodoxy : Patristic Scholarship », dans The Reception of the Church Fathers in the West: From the Carolingians to the Maurists, Volume 1, Leyde, Brill, 1999 (ISBN 9004097228), p. 839-865.
- (en) Irena Backus, Historical Method and Confessional Identity in the Era of the Reformation 1378-1615, Leyde, Brill, coll. « Studies in Medieval and Reformation Traditions », 2003, 420 p. (ISBN 978-90-04-12928-3, lire en ligne).
- Irena Backus, « Images du paganisme dans les histoires ecclésiastiques du XVIe siècle », dans Éric Rebillard et Michel Narcy, Hellénisme et Christianisme, Lille, Presses universitaires du Septentrion, 2004 (ISBN 9782859398255).
- Irena Backus, Lectures humanistes de Basile de Césarée : Traductions latines (1439-1618), Paris, Institut d'études augustiniennes, coll. « Collection des études augustiniennes », 1990 (ISBN 978-2-85121-104-0).
- (en) Irena Backus, Leibniz : Protestant Theologian, Oxford, Oxford University Press, 2016, 336 p. (ISBN 978-0-19-989184-9, lire en ligne).
- Irena Backus, Le Miracle de Laon : Le déraisonnable, le raisonnable, l'apocalyptique et le politique dans les récits du miracle de Laon (1566-1578), Paris, Vrin, coll. « De Pétrarque à Descartes », 1999 (ISBN 978-2-7116-1214-7).
- Irena Backus, La Patristique et les guerres de religion en France : étude de l'activité littéraire de Jacques de Billy (1535-1581) o.s.b., d'après le MS. Sens 167 et les sources imprimées, Paris, Institut d'études augustiniennes, 1993, 207 p. (ISBN 978-2-85121-134-7).
- Irena Backus (dir.), Théodore de Bèze (1519-1605) : actes du colloque de Genève (septembre 2005), Genève, Librairie Droz, 2007, 598 p. (ISBN 978-2-600-01118-1, lire en ligne).
- Irena Backus, "L'enseignement à la fin du XVIe siècle, le cas genevois", Institut d'Histoire de la Réformation, Bulletin Annuel, XL (2018-2019), Université de Genève, 2019, p. 29-37.